# Cimetière de Hietzing

Le cimetière de Hietzing (Hietzinger Friedhof), officiellement dénommé Friedhof Hietzing, est le cimetière principal de Hietzing, le treizième arrondissement de Vienne en Autriche. Le cimetière a été créé en 1892.

## Description
Le cimetière, qui occupe une superficie de 97 175 mètres carrés et comprend 11 207 sépultures, est situé à l'extrémité sud d'Alt-Hietzing, le quartier central de Hietzing, et jouxte l'enceinte sud-ouest du château et le parc de Schönbrunn, l'ancienne résidence d'été impériale.

## Personnalités inhumées au cimetière
- Gustav Klimt[1]
- Franz Xaver Birkinger (1833-1906)
- Koloman (Kolo) Moser (1868-1918)

### Liste plus complète
- Personnalités inhumées au cimetière de Hietzing.